# Maicel Uibo
Maicel Uibo (Põlva, 27 de diciembre de 1992) es un deportista estonio que compite en atletismo, especialista en la prueba de decatlón.
Ganó una medalla de plata en el Campeonato Mundial de Atletismo de 2019 y una medalla de bronce en el Campeonato Mundial de Atletismo en Pista Cubierta de 2018.

## Palmarés internacional
| Campeonato Mundial                   | Campeonato Mundial       | Campeonato Mundial | Campeonato Mundial |
| Año                                  | Lugar                    | Medalla            | Prueba             |
| ------------------------------------ | ------------------------ | ------------------ | ------------------ |
| 2019                                 | Doha (Catar)             | Medalla de plata   | Decatlón           |
| Campeonato Mundial en Pista Cubierta |                          |                    |                    |
| Año                                  | Lugar                    | Medalla            | Prueba             |
| 2018                                 | Birmingham (Reino Unido) | Medalla de bronce  | Heptatlón          |